# Образование в Таиланде
Образование в Таиланде находится в ведении Министерства образования Таиланда, которое, в свою очередь, контролируется правительством страны. Двенадцатилетнее бесплатное базовое образование в стране гарантировано Конституцией. Обязательным является девятилетнее посещение школы. В 2009 году Министерство образования объявило о расширении бесплатного обязательного образования до пятнадцати лет.
Система образования состоит из двенадцатилетнего базового образования и высшего образования. Базовое образование делится на шестилетнее начальное обучение и шестилетнее среднее образование, последнее подразделяется на два по три года. Дошкольное образование также является частью основного уровня образования. В общее образование вносят вклад и частные независимые школы.
Управление и контроль за государственными и частными вузами осуществляется управлением по высшему образованию Министерства образования.

## Дошкольное образование
Дошкольное образование осуществляется в детских садах. Часто оно имеет какой-то уклон - языковое, математическое и др. Но посещение их не является обязательным. Дети посещают сады до шести лет. Там их обучают счету, чтению, письму и др. Детские сады в стране являются платными. Плата зависит от того, государственное это или частное заведение и составляет в среднем 6 тыс. бат.

## Школа

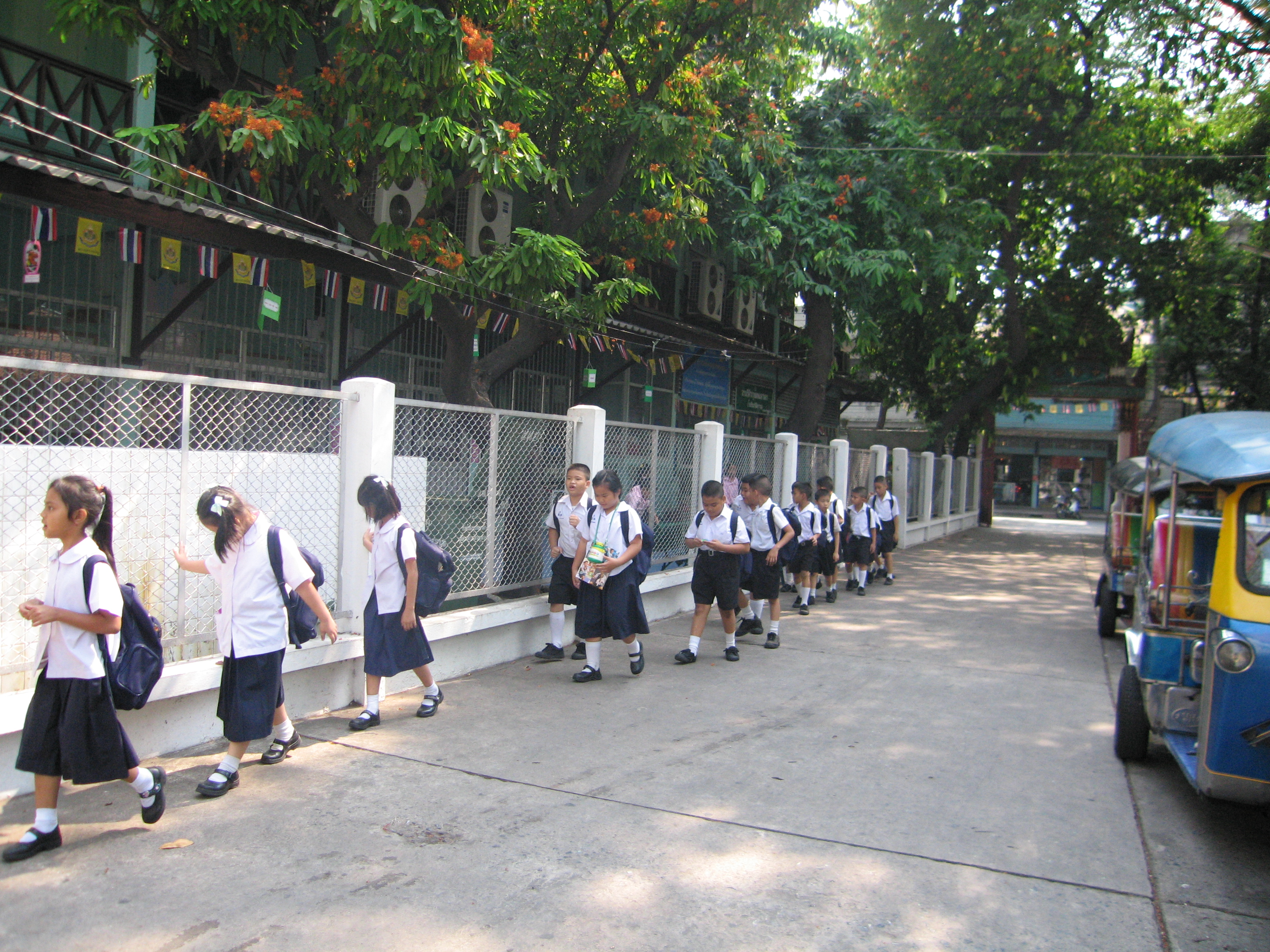
Учащиеся начальной школы в Таиланде

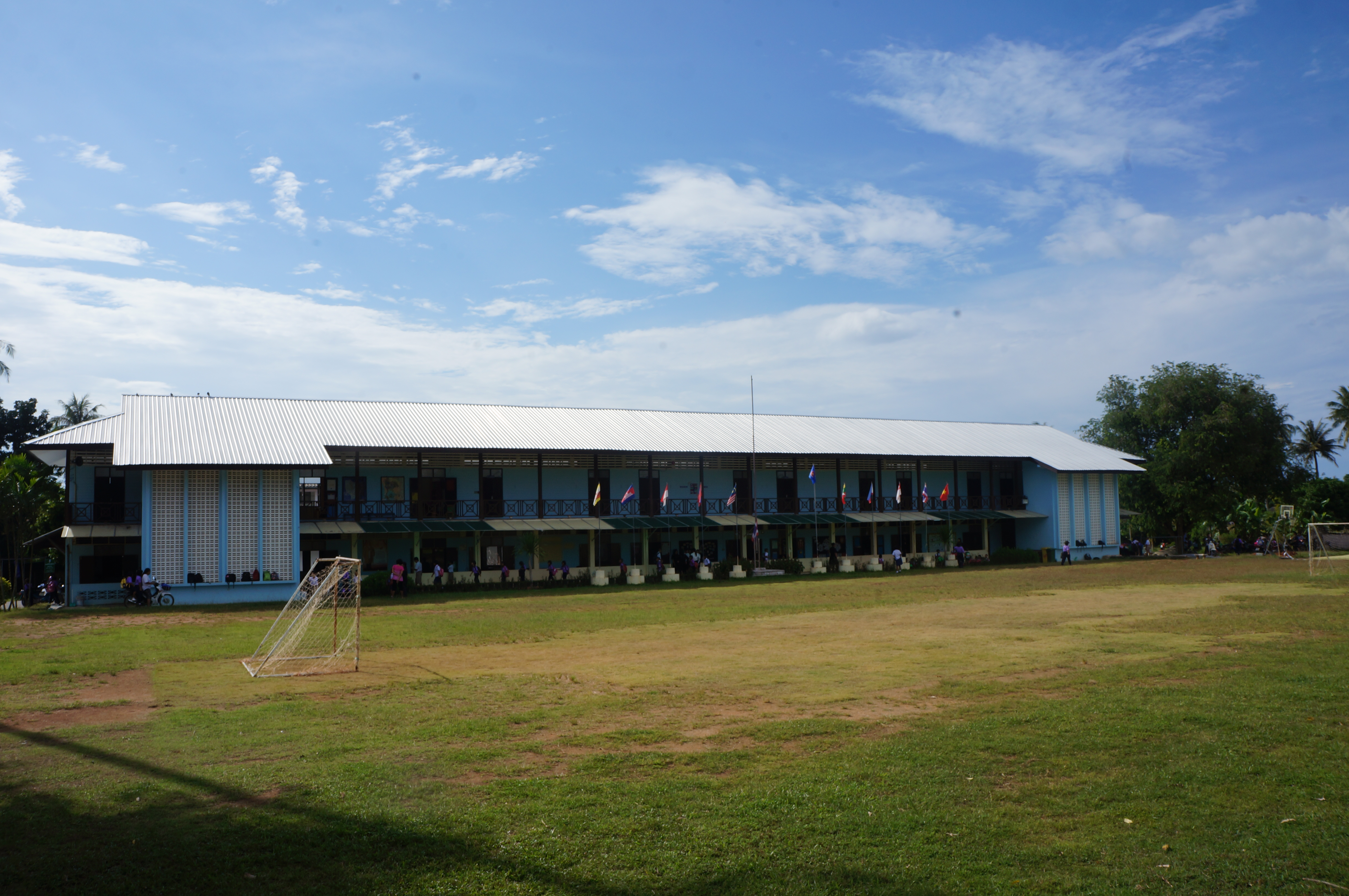
Начальная школа в Май Као, Пхукет

Структура школьного образования состоит из четырех основных этапов: 
- Первые три года в начальной школе  Prathom (ประถม) 1–3, для возрастных групп от 7 до 9 лет;
- Второй уровень Prathom с 4 по 6 классы для возрастной группы от 10 до 12 лет;
- Третий уровень Matthayom (มัธยม) 1–3, предназначен для возрастной группы от 13 до 15 лет;
- Гимназическая ступень обучения состоит Matthayom 4–6 для возрастных групп от 16 до 18 лет делится на академические и профессиональные потоки. Студенты, которые выбирают академический поток, как правило, намерены поступить в вуз. Профессиональные школы предлагают программы, которые готовят студентов для трудоустройства или дальнейшего обучения.

Поступление в высшее учебное заведение проводится через сдачу вступительных экзаменов.
Дети обязаны посещать шестилетнюю начальную школу, по крайней мере, первые три года обучения.
Государственные школы находятся в ведении правительства. Частными школами зачастую руководят благотворительные организации — особенно католические епархии и религиозные ордена, которые работают ведают более 300 крупными начальными/средними школами по всей стране.
Из-за бюджетных ограничений, в сельских школах, как правило, дети менее подготовлены, чем в городских школах. На селе стандарт обучения, особенно на английском языке, значительно ниже, отчего многие школьники ездят учиться до 80 километров ближайший город.
Учебный год делится на два семестра. Первый начинается в начале мая и заканчивается в октябре; второй начинается в ноябре и заканчивается в марте.
| Типичный возраст | Этап                | Этап                     | Название                       | Название                             | Примечания               |
| ---------------- | ------------------- | ------------------------ | ------------------------------ | ------------------------------------ | ------------------------ |
| 4                | Базовое образование | Дошкольное (Детский сад) | Дошкольное (Обычно Anuban 1-3) | Дошкольное (Обычно Anuban 1-3)       |                          |
| 5                | Базовое образование | Дошкольное (Детский сад) | Дошкольное (Обычно Anuban 1-3) | Дошкольное (Обычно Anuban 1-3)       |                          |
| 6                | Базовое образование | Дошкольное (Детский сад) | Дошкольное (Обычно Anuban 1-3) | Дошкольное (Обычно Anuban 1-3)       |                          |
| 7                | Базовое образование | Начальное                | Prathom 1                      | Prathom 1                            | Обязательное образование |
| 8                | Базовое образование | Начальное                | Prathom 2                      | Prathom 2                            | Обязательное образование |
| 9                | Базовое образование | Начальное                | Prathom 3                      | Prathom 3                            | Обязательное образование |
| 10               | Базовое образование | Начальное                | Prathom 4                      | Prathom 4                            | Обязательное образование |
| 11               | Базовое образование | Начальное                | Prathom 5                      | Prathom 5                            | Обязательное образование |
| 12               | Базовое образование | Начальное                | Prathom 6                      | Prathom 6                            | Обязательное образование |
| 13               | Базовое образование | Нижнее вторичное         | Matthayom 1                    | Matthayom 1                          | Обязательное образование |
| 14               | Базовое образование | Нижнее вторичное         | Matthayom 2                    | Matthayom 2                          | Обязательное образование |
| 15               | Базовое образование | Нижнее вторичное         | Matthayom 3                    | Matthayom 3                          | Обязательное образование |
|                  | Базовое образование | Верхнее вторичное        | Академическое                  | Профессиональное                     |                          |
| 16               | Базовое образование | Верхнее вторичное        | Matthayom 4                    | Профессиональный сертификат (3 года) |                          |
| 17               | Базовое образование | Верхнее вторичное        | Matthayom 5                    | Профессиональный сертификат (3 года) |                          |
| 18               | Базовое образование | Верхнее вторичное        | Matthayom 6                    | Профессиональный сертификат (3 года) |                          |
| ⋮                | Высшее образование  | Высшее образование       | Дополнительное                 | Дополнительное                       |                          |

## История
Формальное образование ведет свое начало от школ при храмах. Оно было доступно только для мальчиков.
В период королевства Аютия с 1350 по 1767 год во время правления короля Нарая Великого (1656-1688) был создан первый учебник тайского языка с разбором грамматики.
В 1897 году по инициативе королевы Sribajarindra, девушки были допущены к образованию. В 1898 году в стране была запущена программа дошкольного, начального, среднего, технического и высшего образования.
В 1901 году в Бангкоке была открыта первая государственная школа для девочек.
Первый университет в стране был назван в честь короля Чулалонгкорна (Рама V), там учился его сын Вачиравуд (Рама VI)
В 1921 году в стране был принят закон об обязательном начальном образовании.
В 1960 году срок обязательного образования был увеличен до семи лет. В 1977 году были приняты основные этапы начального и среднего образования по следующим структурам: 4-3-3-2 и 6-3-3, которые дошли до настоящего времени.
В 2000-х годах в стране происходила компьютеризация образования, увеличивалось число квалифицированных носителей иностранных языков.
В 2005 году был принят закон об отмене телесных наказаний в школах Таиланда. Несмотря на это, они иногда происходят до сих пор.
В июле 2015 года Тайский Департамент здравоохранения инициировал принятие программы по обеспечению качественного питания и медицинского образования в тайских государственных школах. Его целями являются повышение среднего IQ детей от 94 до 100 и увеличение среднего роста детей. В настоящее время средний рост тайских мальчиков составляет 167 см, девушек 157 см. За 10-летний срок действия Программы необходимо достигнуть роста до 175 см и 165 см соответственно. Дети в школах по всей стране будут получать более здоровую пищу и вести более здоровый образ жизни.

## Финансы
По сравнению расходами на образование в других странах (особенно развивающихся): Китай 13%, Индонезия 8.1%, Малайзия 20%, Мексика, 24.3%, Филиппинах-17%, Великобритания и Франция 11% от ВВП, Таиланд выделяет немалые средства на образование. К 2006 году расходы на образование составили 27% от национального бюджета.  Кредиты и техническую помощь на образование стране выдают Азиатский банк развития,  Всемирный банк и Фонд (ФЗЭС) (Япония). В декабре 2008 года министр образования Таиланда Laksanawisit заявил о намерении предоставить тайским детям бесплатные учебники и учебные материалы.  В 2011 году новое избранное правительство предложило выдавать детям для обучения планшетные компьютеры.

### Университеты

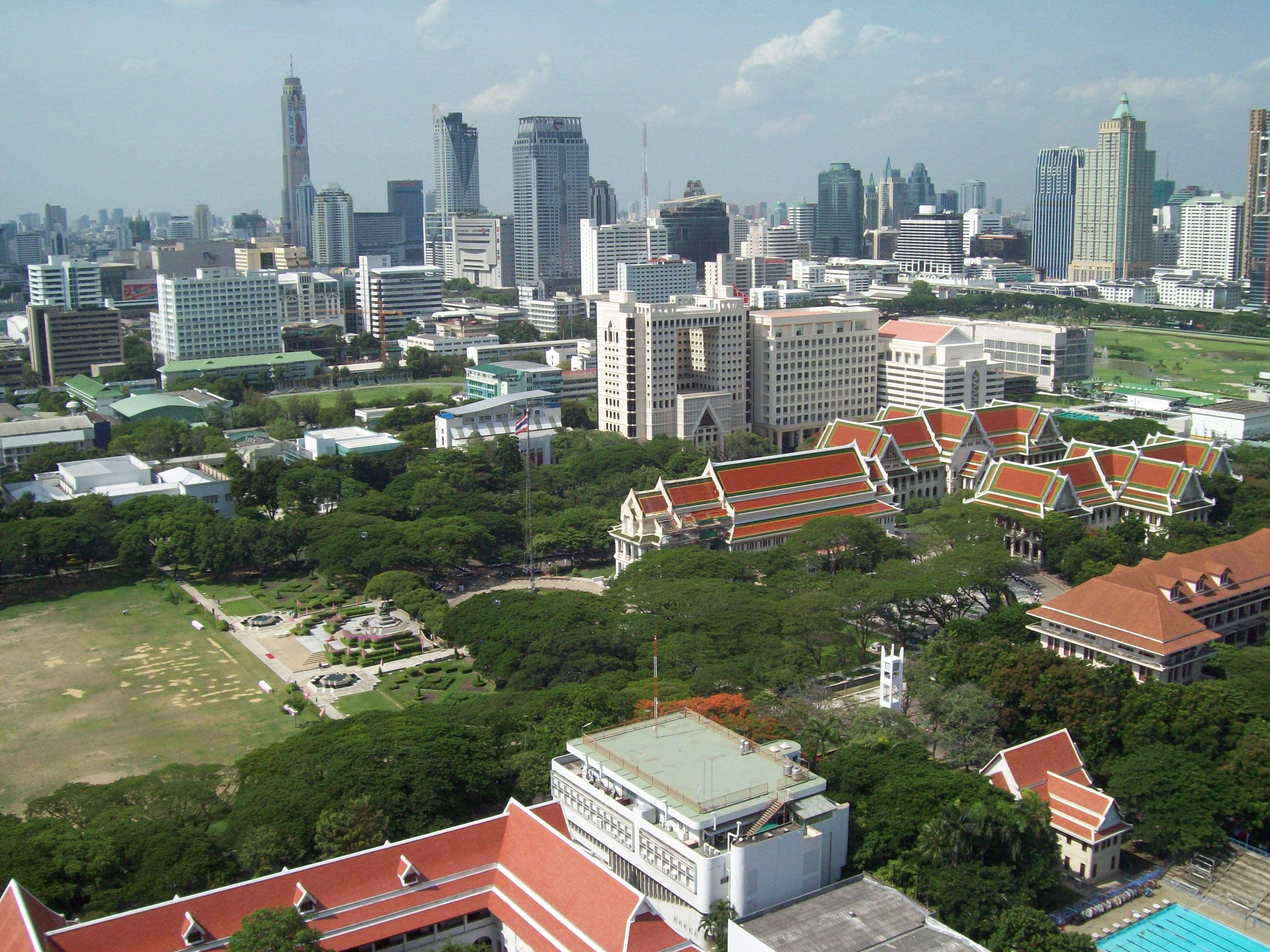
Вид на университет Чулалонгкорна с высоты птичьего полёта

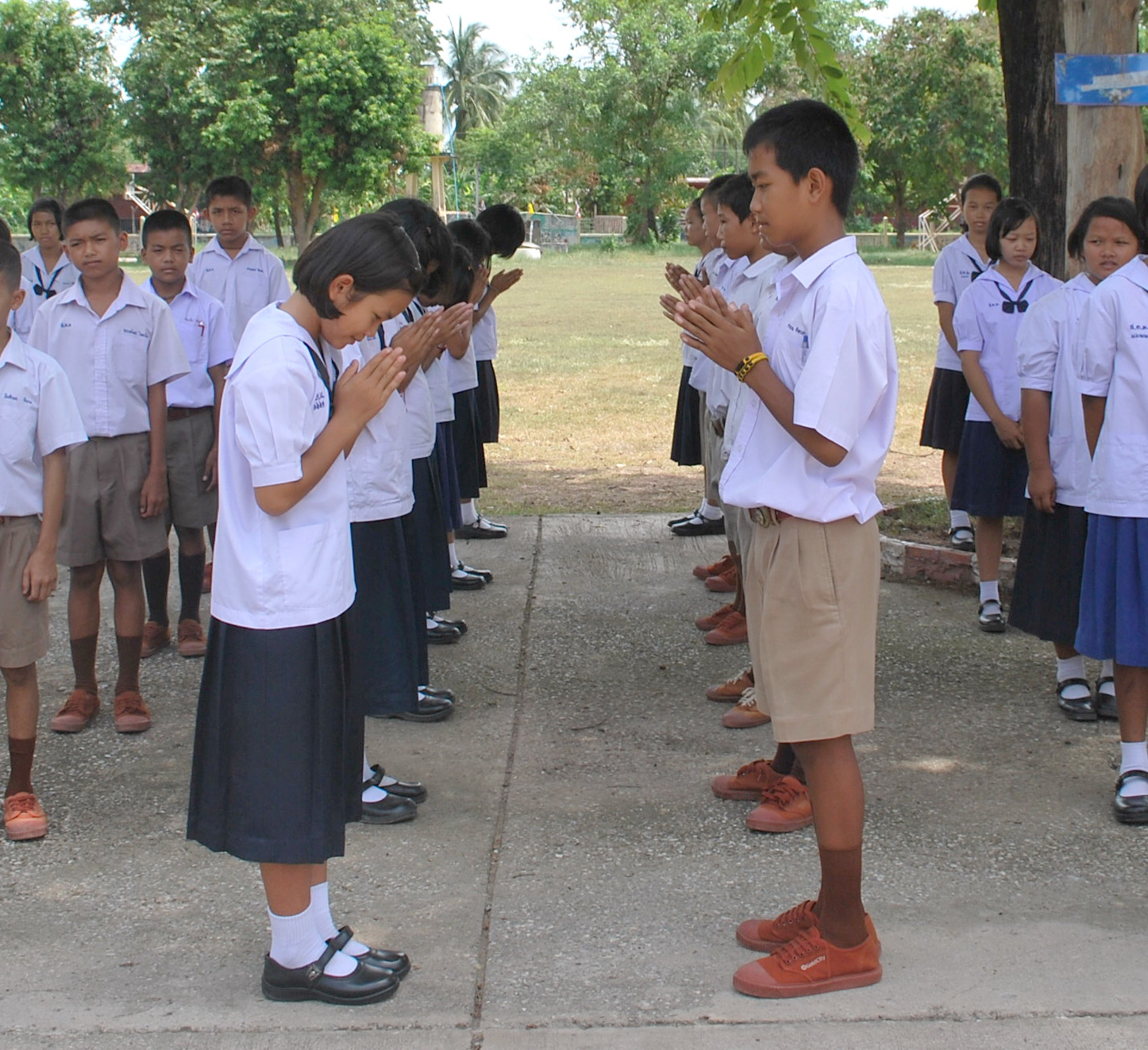
Ученики в школьной форме

В Таиланде функционирует 170 высших учебных заведений. Среди них есть государственные и частные ВУЗы, в них предлагается для изучения 4100 программ. В 2015 учебном году в университетах училось 156 216 студентов.
Многие государственные университеты и училища получают финансовую поддержку от правительства, среди них Университет Раджабхат, технологический университет Раджамангала, педагогические училища.
К наиболее высоко оцениваемым государственным университетам в Таиланде относятся:
- Университет Чулалонгкорна: представляет программы в области искусств и гуманитарных наук, техники и технологии, медицины, естественных наук и менеджмента.
- Университет Тхаммасат: изучается право, бизнес, политология и экономика[8]
- Университет Касетсарт: программы в области сельского хозяйства, рыболовства, лесного хозяйства, авиационно-космической техники.
- Университет Махидол: программы по медицине,  ветеринарии, медицинской технике.
- Университет Чиангмай: политология и государственное управление, гуманитарные науки, сельское хозяйство.

## Форма
В Таиланде форма обязательна для всех учащихся школ, колледжей и университетов с очень небольшими  отклонениями от стандарта.
Дресс-код в начальных и средних классах для мальчиков - темно-синий, хаки или черные шорты с белой открытой рубашкой с короткими рукавами, длинными носками. Девушки носят длинную темно-синюю или черную юбку и белую блузку со свободно висящим галстуком-бабочкой. Галстук-бабочка не носятся со светло-голубой рубашкой с открытой шеей. Униформа для девочек дополняется белыми носками и черными школьными туфлями.

## Внешние ссылки
- Тайские образовательные ресурсы
- История тайского образования
- Министерство образования
- Комиссия высшего образования
- SAE Институты Бангкока, Таиланд
- Управление городского образования
- Thailand education websites в каталоге ссылок Curlie (dmoz)
- Colleges and Universities in Thailand в каталоге ссылок Curlie (dmoz)
- International academic programs in Thailand в каталоге ссылок Curlie (dmoz)